# Conseil municipal (Canada)
Selon la répartition des compétences dans le système fédéral canadien, les municipalités sont de juridiction exclusivement provinciale. Le rôle et le fonctionnement du conseil municipal est donc différent d'une province à l'autre.
Contrairement aux autres villes, qui ont un conseil municipal, la cité de Saint-Jean a un conseil communal.

## Au Québec
Au Québec, chaque municipalité est dirigée par un conseil municipal, lequel est composé d'un maire et d'au moins six conseillers municipaux. Le conseil municipal prend les décisions sur les orientations et les priorités de la municipalité et en administre les affaires. Dans les municipalités d'une certaine importance, et obligatoirement pour celles de 20 000 habitants ou plus, chaque conseiller représente un district électoral. 
Les élections municipales ont lieu à date fixe tous les quatre ans. Le maire est élu au suffrage universel, et les conseillers sont élus par les citoyens de leur district lorsque la municipalité est ainsi divisée, ou sinon au suffrage universel. 
Dans les plus grandes villes, le territoire est divisé en arrondissements et il existe des conseils d'arrondissement auxquels sont dévolus certaines responsabilités du conseil municipal. Des conseillers municipaux peuvent également siéger d'office au conseil de leur arrondissement, selon les modalités de chaque ville.